# Pouvoir au peuple (Géorgie)
Le Pouvoir au peuple (géorgien : ხალხის ძალა, khalkhis dzala, en anglais : People's Power) est un parti politique géorgien fondé en 2022 par les députés géorgiens Sozar Soubari, Mikheïl Kavelachvili et Dimitri Khoundadze, en quittant le parti au pouvoir Rêve géorgien.
Conservateur et anti-occidental, il est classé à  l'extrême droite.

## Histoire
Le parti Pouvoir au peuple est fondé le 2 août 2022 d'une scission avec le parti majoritaire au Parlement, le Rêve géorgien. Les fondateurs du mouvement déclarent qu'ils restent pratiquement en accord avec le Rêve géorgien sur les valeurs fondamentales, mais revendiquent des différences tactiques avec le parti au pouvoir. Selon eux, le principal objectif du mouvement est « d'apporter au public plus de vérité qui est cachée dans les coulisses de la politique géorgienne »,,.
Selon le constitutionnaliste David Zedelachvili, le parti a été créé par Bidzina Ivanichvili en tant que « groupe dissident ». Son objectif est de « pas exposer publiquement les dirigeants de Rêve géorgien » durant la « campagne anti-occidentale » de l'oligarque pro-russe, afin de ne pas perdre le soutien d'une partie de l'opinion, majoritairement pro-européenne. Cependant, les discours publics des deux partis tendent à converger. C'est pour cette raison que le parti et Rêve géorgien font liste commune lors des élections.
En octobre 2022, le parti est rejoint par 9 députés, faisant perdre la majorité absolue au Rêve géorgien. Cependant, les députés du Pouvoir au peuple restent dans la majorité parlementaire, en soutien du gouvernement d'Irakli Garibachvili,.
Le 3 mars 2023, l'ouverture des discussions autour de la loi sur les agents étrangers provoque des nombreux troubles dans le Parlement entre des députés de la majorité et de l'opposition, aboutissant à l'expulsion de certains des députés de l'opposition par les services de sécurité du Parlement. Des manifestations ont également lieu devant le bâtiment de l'organe législatif du pays, donnant lieu à plusieurs arrestations. La présidente de la Géorgie, Salomé Zourabichvili, appelle le système judiciaire à bannir les partis politiques ayant des pratiques anticonstitutionnelles, rappelant que l'intégration à l'Union européenne et à l'OTAN est un objectif déclaré dans la Constitution de la Géorgie,. La loi est finalement réintroduite au printemps 2024 et votée par la majorité du Rêve géorgien, malgré l'avis contraire de la présidente et de l'ensemble des organisations d'opposition. Des manifestations de grande ampleur ont lieu à Tbilissi et des heurts éclatent dans l'enceinte du Parlement. 
Lors des élections législatives de 2024, le parti fait liste commune avec Rêve géorgien. Ils obtiennent finalement six sièges, lors d'un scrutin contesté, marqué par des accusations de fraudes massives. Le 14 décembre suivant, Mikheïl Kavelachvili est élu président du pays, puis investi le 29 décembre.

## Positionnement politique
Pouvoir au peuple est largement considéré comme d'extrême droite. Il promeut notamment des valeurs sociétales conservatrices,.
Il critique la politique étrangère des États-Unis en Géorgie. Dans plusieurs déclarations publiques, les membres du parti remettent en question le financement américain, considérant qu'il ne fait que servir les intérêts américains au détriment des institutions et de la souveraineté de la Géorgie. Le mouvement accuse également les États-Unis d'ingérence dans les affaires internes, visant à affaiblir le système judiciaire. En effet, selon eux, les recommandations américaines seraient des « instructions ». L'USAID « attaquerait la souveraineté de la Géorgie » et « tenterait de soumettre la justice géorgienne au contrôle étranger ».
Le parti est également opposé à l'intégration européenne de la Géorgie.
Pourvoir au peuple est favorable à la limitation du financement étranger des ONG afin de réduire l'influence étrangère dans le pays et propose une loi en ce sens le 29 décembre 2022, qui aura pour objet la création d'un registre des « agents d'influence étrangère » et la « réglementation de la diffusion de fausses informations par les médias ». Le Pouvoir au peuple affirme que le projet de loi sera calqué sur « les meilleures pratiques occidentales ». Il prévoit l'enregistrement des entités juridiques non commerciales et des médias en tant qu'agents d'influence étrangère s'ils reçoivent plus de 20 % de leurs revenus de l'étranger. Le projet est vivement critiqué, notamment par l'opposition, pour l'affaiblissement de la liberté d'expression et de la démocratie qu'il provoquerait. Il présenterait selon ses détracteurs de nombreuses similitudes à la loi russe sur les agents étrangers et à sa version hongroise,,.

## Représentation au Parlement
| Année | Sièges  |
| ----- | ------- |
| 2022  | 6 / 150 |